# Ликас, Альбинас Лауринович
Альбинас Лауринович Ликас — советский хозяйственный, государственный и политический деятель.

## Биография
Родился в 1917 году в Гуре. Член КПСС.
С 1941 года — на хозяйственной, общественной и политической работе. В 1941—1990 гг. — народный судья города Ужпаляй, участник Великой Отечественной войны в составе Латышской стрелковой дивизии 43-й гвардейской армии и 16-й литовской дивизии, народный судья в Паневежисе, парторг в Дебейкяе Аникщяйского района, заместитель председателя Верховного суда Литовской ССР, первый секретарь Биржайского уездного комитета КПЛ, заместитель заведующего отделом административных органов ЦК КПЛ, министр юстиции Литовской ССР, председатель Верховного Суда ЛССР, научный сотрудник в Институте философии, социологии и права.
Избирался депутатом Верховного Совета Литовской ССР 4-9-го созывов.
Умер в Литве после 1986 года.